# 아오키 요시타카
아오키 요시타카(일본어: 青木 義孝, 1998년 9월 2일~)는 일본의 축구 선수이다.

## 구단 경력
그는 2021년 J2리그의 FC 마치다 젤비아에 입단했다. 2022년부터 2023년까지 일본 풋볼 리그의 라인미어 아오모리에서 뛰었다. 2024년 J1리그의 FC 마치다 젤비아로 복귀했다. 2024년 7월 J2리그의 V-파렌 나가사키로 이적했다. 2025년 J3리그의 가고시마 유나이티드 FC로 이적했다.